# Joachim Kummer
Joachim Kummer (* 27. Juni 1937) ist ein ehemaliger deutscher Kommunalpolitiker (CDU).

## Werdegang
Kummer war Dezernent der Stadt Göttingen für die Bereiche Schulen, Kultur und Sport. Von 1968 bis 1982 war er Mitglied des Göttinger Stadtrats und vom 1. November 1981 bis zum 5. Februar 1982 Oberbürgermeister von Göttingen.